# 人権経済
人権経済（じんけんけいざい；ヒューマンライツ・エコノミー；英語：Human Rights Economy）とは、経済政策、投資やビジネスの決定、消費者の選択を通じて、人権に配慮し、人権を尊重する経済である。
これは、国連人権高等弁務官事務所（OHCHR）によって導入された概念的枠組みであり、社会のあらゆる個人と組織が人権を尊重する必要があるという世界人権宣言の文言と精神を、再び呼び起こそうとするものである（前文、第28条および第29条）。OHCHRは、経済的および社会的意思決定が国際人権法によって導かれることを保証するために、人権経済の採用を提唱している。 この概念は、人権が経済政策、投資やビジネスの意思決定、消費者の選択のためのガードレールとして使用されれば、より公平で持続可能な経済が創出されると仮定している。人権経済は、人権と同様に、あらゆる政治・経済システムに適用される。

## 定義
OHCHRによれば、人権経済は、すべての経済・社会・環境政策、計画、プログラムの中核に個人と地球を据えるものである。人権経済の枠組みは、開発、経済、産業、貿易政策、投資決定、ビジネス、消費者の選択が、人権規範と基準によって導かれ、その成功が測定されるようにすることを目指す。さらに、人権経済は、自由で意義のある参加を積極的に奨励し、社会から疎外された集団に力を与え、差別を撤廃し不平等を是正するよう意図的に努力する。人権経済は、国内および国際的なレベルで、平等、正義、幸福、持続可能な成長、共有された繁栄に対する構造的な障壁や阻害要因を解体することを目指している。

## 歴史
人権経済とは、世界人権宣言（UDHR）の文言と精神を再び呼び起こそうとする試みである。
世界人権宣言（UDHR）は、第二次世界大戦と世界大恐慌の残虐行為から発展したものであり、すべての民族や人々に共通の目標として1948年に採択された。すべての人々が尊厳と権利を持ち、自由で平等な生活を送れるようにすることを目的とされている。
2015年に採択された「持続可能な開発のための2030アジェンダ」は、この基本原則に基づき、人権と人間の尊厳、法の支配、正義、平等、無差別が普遍的に尊重される世界、多様性が尊重される世界と、人間の潜在能力を完全に実現し、繁栄の共有に貢献する機会均等な世界を構想している。
人権は、すべての加盟国が受け入れ、世界人権宣言と国際人権条約に明記されている法的・規範的枠組みである。 それは例外なくすべての経済・政治体制に適用される。
人権経済とは、経済成長だけでは貧困の撲滅、構造的不平等の是正、環境保護、人権の実現を達成することがもはや現実的ではないという認識の高まりに応えたものである。貧困水準が上昇し、所得格差が不安定化を促進し、地球の三重危機が発生し、世界の最貧国の半数以上が本格的な債務危機に陥っているという状況にある今、人権経済は、新古典派経済学から、使命志向の経済学への大幅な転換を求めており、市場主導の欠点を克服し、代わりに人権と環境保護に経済政策を軸足を置くことを目指している。 。

## 人権経済を支える規範と原則
人権経済は、世界人権宣言（UDHR）のビジョンに基づき、すべての人権の普遍性、不可分性、相互依存性、そしてすべての人への適用を反映している。
人権経済は、市民的権利、政治的権利、経済的権利、社会的権利、文化的権利の普遍性、不可分性、相互依存性を反映したものであり、開発への権利、清潔で健康的かつ持続可能な環境への権利も含まれる。ジェノサイド犯罪の防止及び処罰に関する条約（1948年）、 あらゆる形態の人種差別の撤廃に関する国際条約（1965年）、 経済的、社会的及び文化的権利に関する国際条約（1976年）、 市民的及び政治的権利に関する国際条約（1976年）、第1選択議定書（1976年）および第2選択議定書（1989年）、 女性差別撤廃条約（1979年）、 子どもの権利条約（1989年）、 障がい者の権利に関する条約（2006年）など、すべての国際人権条約を運用している。

## 人権経済の関連概念
人権経済の概念は、グリーン経済、ウェルビーイング経済、ケア／パープル経済、フェミニスト経済、社会的連帯経済、人権経済、ドーナツ経済など、さまざまな経済概念の枠組みから影響を受けつつ、人権への強固な依存と遵守を明確に優先している。新たな基準や義務を導入するより、既存の人権義務の履行を促進することに重点を置いている。

## 人権経済の活用
最近、人権理事会（HRC）は決議A/HRC/53/28「すべての人権の享受に対する開発の貢献」において、人権経済の概念を認めた。 さらに、人権理事会報告書A/HRC/51/20「コロナウイルス感染症（COVID-19）の大流行からの復興における不平等への対処という文脈における経済的、社会的、文化的権利の促進と保護」、人権理事会報告書A/HRC/54/35「経済的、社会的、文化的権利の促進と保護における国連人権高等弁務官事務所の活動強化のためのビジョン」、HRC報告書A/HRC/54/35「経済的、社会的、文化的権利の促進と保護という文脈における国連人権高等弁務官事務所の活動強化のための国連人権高等弁務官事務所のビジョン」、人権理事会報告書A/HRC/54/35「経済的、社会的、文化的権利の促進と保護という文脈における国連人権高等弁務官事務所の活動強化のための国連人権高等弁務官事務所のビジョン」ある、 COVID-19パンデミックからの復興における不平等への取り組みという文脈における経済的・社会的・文化的権利の促進・保護に関する国連人権高等弁務官事務所のビジョンに関する人権理事会報告書A/HRC/54/35、経済的・社会的・文化的権利報告書E/2021/77は、いずれも人権経済の概念を利用している。2023年12月12日に開催されたラウンドテーブル3「人権75」ハイレベル・イベントでは、「人権、開発、経済の未来」の議論に照らして「人権経済」が使用された。ヒューマン・ライツ・ウォッチやユニバーサル・ライツ・グループなどの市民社会組織（CSO）もこのコンセプトを活用している。経済学者のジャヤティ・ゴーシュ教授、マリアナ・マズカート教授、ダリック・ハミルトン教授も同様に、人権経済の実現への支持を表明している。 さらに、ニュースクールl、ラウール・ヴァレンベルク研究所、東京大学(キハラハント愛教授)などの学術機関も、人権経済のコンセプトとビジョンへの支持と賛同を示している。